# Dear God (chanson d'Avenged Sevenfold)
Singles de Avenged Sevenfold
Crossroads
(2008) Scream
(2008)
Dear God est le dixième et dernier titre ainsi que le quatrième single du groupe Avenged Sevenfold issu de son album éponyme. La chanson est une déviation notable du style habituellement hard rock du groupe, prenant une forme de musique country. Le bassiste Johnny Christ a déclaré que l'inspiration pour la chanson est venue de l'amitié avec le groupe de country rock Big and Rich.

## Liste des titres
CD
1. "Dear God" (Album Version) - 6:33
2. "Afterlife" (Live in the LBC) - 6:03

Radio Promo
1. "Dear God" (Radio Edit) - 3:56

## Sortie
| Pays            | Date de sortie    |
| --------------- | ----------------- |
| Grande-Bretagne | 15 juin 2008      |
| États-Unis      | 30 septembre 2008 |

## Clip
Le clip montre des parties du groupe durant leurs concerts, quelques images dans les coulisses et aussi des images du groupe jouant la chanson dans un décor de studio et dans leur bus de tournée sous la forme d'une vidéo sur la vie du groupe (un peu comme la vidéo pour Unholy Confessions).
La vidéo a été diffusée aux États-Unis le 30 septembre 2008. C'était le dernier clip avec Jimmy "The Rev" Sullivan avant sa mort.

## Personnel
- M. Shadows - chant
- Zacky Vengeance - guitare rythmique, backing vocals
- The Rev - batterie, backing vocals
- Synyster Gates - lead guitar, backing vocals
- Johnny Christ - basse